# Saas-Almagell
Saas-Almagell is een gemeente en plaats in het Zwitserse kanton Wallis, en maakt deel uit van het district Visp.
Saas-Almagell telt 393 inwoners. Het is de geboorteplaats van de bekende Zwitserse skiër Pirmin Zurbriggen.